# エドワード・L・デシ
エドワード・L・デシ（Edward L. Deci、[ˈdiːsi]、1942年 - ）は、ロチェスター大学の心理学教授兼ゴウエン社会科学講座教授 (Gowen Professor in the Social Sciences)、人間動機づけプログラム長。
1970年に、カーネギーメロン大学で社会心理学の学位を取得した。
心理学分野では、彼の内発的/外発的動機づけや基本的心理欲求に関する理論によって知られている。デシは、リチャード・ M・ライアンと共に、影響力の大きい現代の動機づけ理論である自己決定理論 (SDT) を編み出した。自己決定理論は、人間の動機づけについてのマクロ理論で、動機づけを自動的なものとコントロールされた形態のものに区別して扱う。この理論は、行動の予測に応用されたり、教育、保健、労働管理、子育て、スポーツなど、多くの文脈の中における行動変容を指摘する。
デシは、メイン州モンヒーガンにあるモンヒーガン博物館の館長も務めている。

## おもな業績
- Deci, E.L. (1975). Intrinsic motivation. New York: Plenum Publishing Co. 
  - （安藤延男、石田梅男 訳）内発的動機づけ―実験社会心理学的アプローチ、誠信書房、1980年
- Deci, E.L. (1980). The psychology of self-determination. Lexington, MA: D. C. Heath (Lexington Books).
  - （石田梅男 訳）自己決定の心理学 - 内発的動機づけの鍵概念をめぐって、誠信書房、1985年
- Deci, Edward L.; Ryan, Richard M. (1985). Intrinsic motivation and self-determination in human behavior. New York: Plenum. ISBN 0-306-42022-8
- Deci, E. L., & Ryan, R. M. (2000). "The 'what' and 'why' of goal pursuits: Human needs and the self-determination of behavior." Psychological Inquiry, 11, 227-268.
- Ryan, R. M., & Deci, E. L. (2000). "Self-determination theory and the facilitation of intrinsic motivation, social development, and well-being." American Psychologist, 55, 68-78.
- Deci, Edward L.; Flaste, Richard (1996). Why We Do What We Do: Understanding Self-Motivation. Penguin ISBN 0-14-025526-5
  - （桜井茂男 監訳）人を伸ばす力 内発と自律のすすめ、新曜社、1999年
- Deci, Edward L. (2006). Ryan, Richard M.. ed. The Handbook of Self-Determination Research. University of Rochester Press ISBN 1-58046-156-5
- Ryan, R. M., & Deci, E. L. (2017). Self-determination theory: Basic psychological needs in motivation, development, and wellness. New York: Guilford Publishing. ISBN 978-1-4625-2876-9.